# جيم تورنر (متسابق يخت)
جيم تورنر (بالإنجليزية: Jim Turner)‏ هو متسابق يخت نيوزيلندي، ولد في 1975.

## وصلات خارجية
- جيم تورنر على موقع أوليمبيديا (الإنجليزية)
- جيم تورنر على موقع اللجنة الأولمبية النيوزيلندية (الإنجليزية)